# Maria Augusta di Anhalt
Maria Augusta di Anhalt (Ballenstedt, 10 giugno 1898 – Essen, 22 maggio 1983) fu la figlia del duca Edoardo di Anhalt e di sua moglie, la principessa Luisa Carlotta di Sassonia-Altenburg.

## Biografia

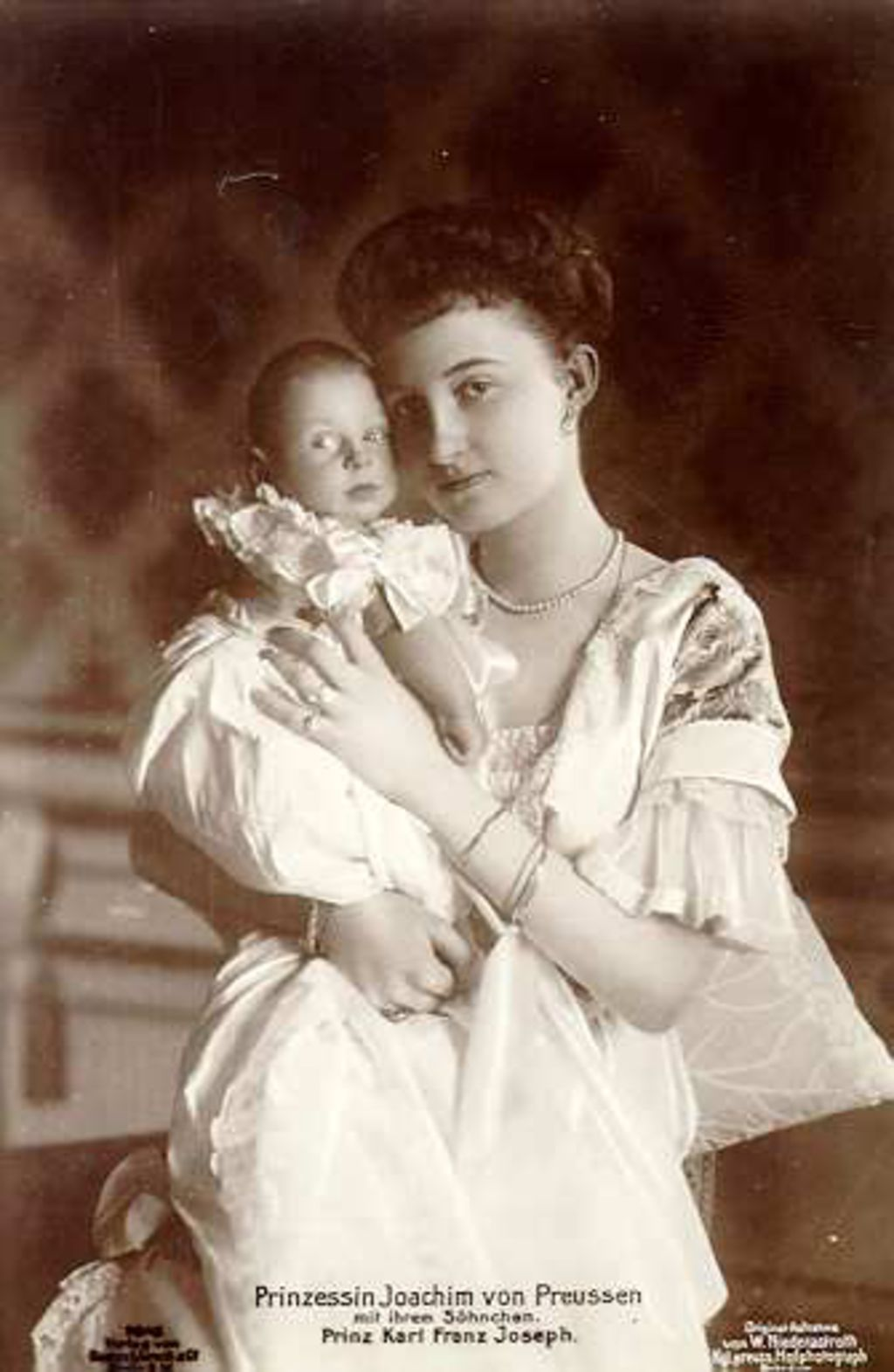
Maria Augusta nel 1917 con in braccio il figlio Carlo Francesco Giuseppe.

L'11 marzo 1916 sposò a Berlino il principe Gioacchino di Prussia, il figlio maschio più giovane dell'imperatore tedesco Guglielmo II. La coppia ebbe un figlio, il principe Carlo Francesco Giuseppe Guglielmo Federico Edoardo Paolo (Potsdam, 15 dicembre 1916 – Arica, 22 gennaio 1975). Il nipote di Maria Augusta e Gioacchino, il principe Francesco Guglielmo, sposò la granduchessa Maria Vladimirovna Romanova, pretendente al trono imperiale di Russia.

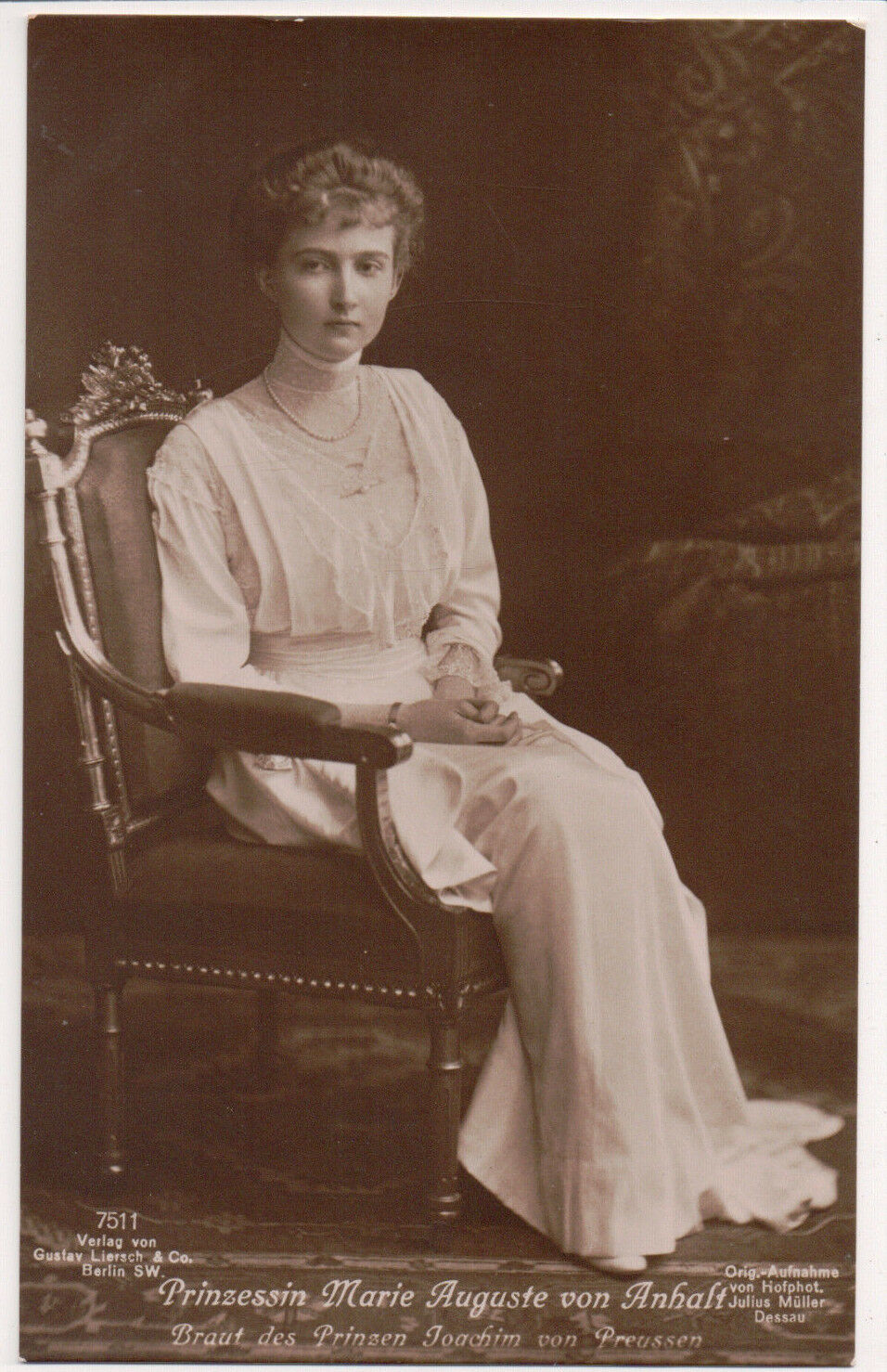
La principessa Maria Augusta nel 1916

Dopo l'abdicazione del suocero, suo marito non fu in grado di accettare il suo nuovo status di uomo comune e cadde in una grave depressione che lo portò a suicidarsi con un colpo di pistola il 18 luglio 1920.
Rimasta vedova, si sposò nuovamente con Johannes-Michael Freiherr von Loën a Berlino il 27 settembre 1926, ma nel 1935 i due divorziarono.
Nel 1980 la principessa Maria Augusta adottò Hans Robert Lichtenberg che, con l'adozione, prese il nome di Frédéric Prinz von Anhalt; questo generò molta confusione nei media circa il fatto che esso facesse parte o meno di una famiglia reale europea. Nella realtà esso non ne fa parte, infatti la famiglia di Anhalt non ha mai riconosciuto il fatto che esso appartenga alla loro dinastia e d'altronde non lo ha mai autorizzato ad utilizzare alcun titolo reale ufficiale. Frédéric Prinz von Anhalt è diventato famoso alla stampa per il suo matrimonio con l'attrice Zsa Zsa Gábor.

## Ascendenza
|                                         |                                   |                                             | Genitori                                      |  |  | Nonni |  |  | Bisnonni                        |  |  | Trisnonni                     |  |
|                                         |                                   |                                             |                                               |  |  |       |  |  | 8. Leopoldo IV di Anhalt-Dessau |  |  | 16. Federico di Anhalt-Dessau |  |
|                                         |                                   |                                             |                                               |  |  |       |  |  | 8. Leopoldo IV di Anhalt-Dessau |  |  | 16. Federico di Anhalt-Dessau |  |
|                                         |                                   | 17. Amalia d'Assia-Homburg                  |                                               |  |  |       |  |  | 8. Leopoldo IV di Anhalt-Dessau |  |  |                               |  |
| 4. Federico I di Anhalt                 |                                   |                                             |                                               |  |  |       |  |  | 8. Leopoldo IV di Anhalt-Dessau |  |  |                               |  |
|                                         |                                   | 9. Federica di Prussia                      | 18. Luigi di Prussia                          |  |  |       |  |  |                                 |  |  |                               |  |
|                                         |                                   | 9. Federica di Prussia                      | 18. Luigi di Prussia                          |  |  |       |  |  |                                 |  |  |                               |  |
|                                         |                                   | 9. Federica di Prussia                      | 19. Federica di Meclemburgo-Strelitz          |  |  |       |  |  |                                 |  |  |                               |  |
| 2. Edoardo di Anhalt                    |                                   | 9. Federica di Prussia                      |                                               |  |  |       |  |  |                                 |  |  |                               |  |
|                                         |                                   | 10. Edoardo di Sassonia-Altenburg           | 20. Federico di Sassonia-Altenburg            |  |  |       |  |  |                                 |  |  |                               |  |
|                                         |                                   | 10. Edoardo di Sassonia-Altenburg           | 20. Federico di Sassonia-Altenburg            |  |  |       |  |  |                                 |  |  |                               |  |
|                                         |                                   | 10. Edoardo di Sassonia-Altenburg           | 21. Carlotta di Meclemburgo-Strelitz          |  |  |       |  |  |                                 |  |  |                               |  |
| 5. Antonietta di Sassonia-Altenburg     |                                   | 10. Edoardo di Sassonia-Altenburg           |                                               |  |  |       |  |  |                                 |  |  |                               |  |
|                                         |                                   | 11. Amalia di Hohenzollern-Sigmaringen      | 22. Carlo di Hohenzollern-Sigmaringen         |  |  |       |  |  |                                 |  |  |                               |  |
|                                         |                                   | 11. Amalia di Hohenzollern-Sigmaringen      | 22. Carlo di Hohenzollern-Sigmaringen         |  |  |       |  |  |                                 |  |  |                               |  |
|                                         |                                   | 11. Amalia di Hohenzollern-Sigmaringen      | 23. Maria Antonietta Murat                    |  |  |       |  |  |                                 |  |  |                               |  |
| 1. Maria Augusta di Anhalt              |                                   | 11. Amalia di Hohenzollern-Sigmaringen      |                                               |  |  |       |  |  |                                 |  |  |                               |  |
|                                         | 12. Giorgio di Sassonia-Altenburg | 24. Federico di Sassonia-Altenburg (= 20)   |                                               |  |  |       |  |  |                                 |  |  |                               |  |
|                                         | 12. Giorgio di Sassonia-Altenburg | 24. Federico di Sassonia-Altenburg (= 20)   |                                               |  |  |       |  |  |                                 |  |  |                               |  |
|                                         | 12. Giorgio di Sassonia-Altenburg | 25. Carlotta di Meclemburgo-Strelitz (= 21) |                                               |  |  |       |  |  |                                 |  |  |                               |  |
| 6. Maurizio di Sassonia-Altenburg       | 12. Giorgio di Sassonia-Altenburg |                                             |                                               |  |  |       |  |  |                                 |  |  |                               |  |
|                                         |                                   | 13. Maria di Meclemburgo-Schwerin           | 26. Federico Ludovico di Meclemburgo-Schwerin |  |  |       |  |  |                                 |  |  |                               |  |
|                                         |                                   | 13. Maria di Meclemburgo-Schwerin           | 26. Federico Ludovico di Meclemburgo-Schwerin |  |  |       |  |  |                                 |  |  |                               |  |
|                                         |                                   | 13. Maria di Meclemburgo-Schwerin           | 27. Elena Pavlovna Romanova                   |  |  |       |  |  |                                 |  |  |                               |  |
| 3. Luisa Carlotta di Sassonia-Altenburg |                                   | 13. Maria di Meclemburgo-Schwerin           |                                               |  |  |       |  |  |                                 |  |  |                               |  |
|                                         |                                   | 14. Bernardo II di Sassonia-Meiningen       | 28. Giorgio I di Sassonia-Meiningen           |  |  |       |  |  |                                 |  |  |                               |  |
|                                         |                                   | 14. Bernardo II di Sassonia-Meiningen       | 28. Giorgio I di Sassonia-Meiningen           |  |  |       |  |  |                                 |  |  |                               |  |
|                                         |                                   | 14. Bernardo II di Sassonia-Meiningen       | 29. Luisa Eleonora di Hohenlohe-Langenburg    |  |  |       |  |  |                                 |  |  |                               |  |
| 7. Augusta di Sassonia-Meiningen        |                                   | 14. Bernardo II di Sassonia-Meiningen       |                                               |  |  |       |  |  |                                 |  |  |                               |  |
|                                         |                                   | 15. Maria Federica d'Assia-Kassel           | 30. Guglielmo II d'Assia-Kassel               |  |  |       |  |  |                                 |  |  |                               |  |
|                                         |                                   | 15. Maria Federica d'Assia-Kassel           | 30. Guglielmo II d'Assia-Kassel               |  |  |       |  |  |                                 |  |  |                               |  |
|                                         |                                   | 15. Maria Federica d'Assia-Kassel           | 31. Augusta di Prussia                        |  |  |       |  |  |                                 |  |  |                               |  |
|                                         |                                   | 15. Maria Federica d'Assia-Kassel           |                                               |  |  |       |  |  |                                 |  |  |                               |  |